# Kurt Fuchs (Soldat)
Kurt Fuchs (geboren am 27. August 1919 in Graz; gestorben am 8. März 1945 in Wien) war ein österreichischer Soldat. Als Deserteur aus der Wehrmacht wurde er durch Erschießen hingerichtet.

## Leben
Fuchs war Kellner. Er wurde Ende 1938 von der Wehrmacht eingezogen. Im Jahr 1943 wurde er viermal verurteilt, darunter zweimal wegen „unerlaubter Entfernung“. Das Strafmaß betrug insgesamt rund sechs Jahre, er wurde der Feldstrafgefangenenabteilung 17 an der russischen Front zugeteilt. Einen Transport in ein Lazarett im Februar 1944 nutzte Fuchs zur Versetzung. Er gab an, ein freier Soldat zu sein und sein Soldbuch verloren zu haben. Aufgrund weiterer falscher Angaben wurde er nach Frankreich und schließlich zum Ersatztruppenteil nach St. Pölten versetzt. Am 20. August 1944 kam er nach Wien und tauchte unter. Passanten meldeten einen fahnenflüchtigen Soldaten und am 24. Oktober 1944 wurde Fuchs verhaftet.
Die Verhandlung fand vor dem Gericht der Division Nr. 177 statt. Fuchs gab an, dass er unter allen Umständen eine Rückkehr zur Feldstrafgefangenenabteilung 17 habe vermeiden wollen, „hätte aber die Absicht gehabt, bei einer anderen Truppe als freier Soldat unterzukommen“. Das Gericht hingegen nahm an, seine Absicht sei gewesen, in Wien „das Kriegsende abzuwarten“. Am 29. Dezember 1944 wurde er zum Tode verurteilt: „Nach Auffassung des Gerichts ist der Angeklagte nicht mehr als brauchbares Mitglied der Volksgemeinschaft zu werten und wäre es daher vollkommen verfehlt, in der heutigen Zeit, in der ungezählte Menschen besten deutschen Blutes ihr Leben lassen müssen, einen solchen Menschen wie den Angeklagten mitzuschleppen.“
Am 20. Februar 1945 stand Fuchs erneut vor dem Divisionsgericht, das Todesurteil war noch nicht rechtskräftig. Er wurde wegen Wehrkraftzersetzung (Selbstverstümmelung und Beihilfe zur Selbstverstümmelung) zu sechs Jahren Zuchthaus verurteilt. Am 8. März 1945, zwei Monate vor der Kapitulation des NS-Regimes, wurde er auf dem Militärschießplatz Kagran durch Erschießen hingerichtet.

## Weiterführende Literatur
- Thomas Geldmacher, Magnus Koch, Hannes Metzler, Peter Pirker, Lisa Rettl (Hrsg.): „Da machen wir nicht mehr mit …“ Österreichische Soldaten und Zivilisten vor Gerichten der Wehrmacht. Mandelbaum, Wien 2010, ISBN 978-3-85476-341-3.[1]